# N4,N4-Dimethylcytidin
N4,N4-Dimethylcytidin (m42C) ist ein seltenes Nukleosid. Es besteht aus der β-D-Ribofuranose (Zucker) und dem N4,N4-Dimethylcytosin. Es ist ein Derivat des Cytidins, welches an der Aminogruppe zweifach methyliert ist.
Weitere dimethylierte Nukleoside sind N2,N2-Dimethylguanosin und N6,N6-Dimethyladenosin.